# Facultés de médecine et de pharmacie de l'université Grenoble-Alpes
 (août 2024).
Motif : Le titre et l'infobox désignent les facultés en tant qu'institutions, le texte porte sur le lieu où elles se trouvent.
Le campus des facultés de médecine et de pharmacie de l'université Grenoble-Alpes, également connu sous le nom de domaine de la Merci, est un site universitaire du secteur santé de l'université Grenoble-Alpes, situé sur la commune de La Tronche, dans le département français de l'Isère en région Auvergne-Rhône-Alpes.
Ce domaine abrite encore au XXIe siècle, le corps central de l'ancienne demeure du marquis François Gratet de Dolomieu, père du géologue français Déodat Gratet de Dolomieu, puis à Joseph Marie de Barral, marquis de Montferrat, maire de Grenoble à trois reprises pendant la période révolutionnaire et député de l'Isère durant le Premier Empire.

## Histoire

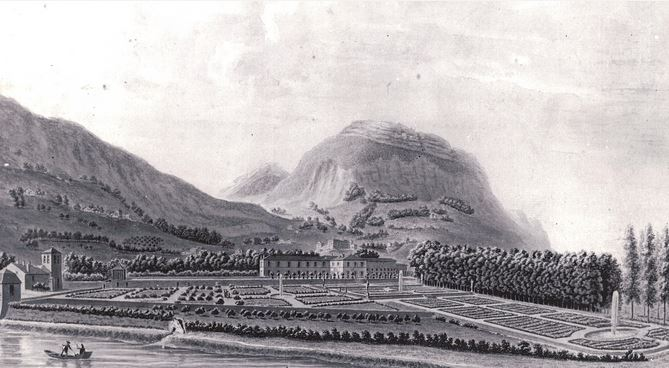
Le domaine de la Merci (propriété Barral)

Le domaine de Saint-Ferjus (du nom de la paroisse) et son imposante maison seigneuriale sont édifiés à la fin du XVIIe siècle sous le règne de Louis XIV par le marquis François Gratet de Dolomieu, premier marquis de Dolomieu. Issu d'une noblesse de robe et conseiller au parlement, le président Dolomieu est président de la chambre des comptes du Dauphiné sont le siège est à Grenoble, cité très proche du domaine.

Durant le XVIIIe siècle et jusqu'à la Révolution française, la demeure fut dénommée Château Barral, du nom de son acquéreur, car, en 1738, Charles Gabriel Justin de Barral de Rochechinard (1712-1784), conseiller au parlement de Grenoble, parvient à faire l'acquisition du domaine, à la suite d'un litige financier qui l'opposa au fils du marquis de Dolomieu, Adolphe, frère du géologue français Déodat Gratet de Dolomieu. Durant cette période, une description très avantageuse en est faite :
« À la vue des bâtimens, des cours & des parterres, on juge d'abord qu'ils ne sont pas destinés pour des hommes communs : tout y annonce la grandeur; la Rivière d'Izère [...] semble vouloir en jouir elle-même ; on dirait qu'elle veut forcer la nature pour s'en approcher [...] on sy trouve en ville & en campagne, il n'y a que la rivière entre deux, et tous les plaisirs sy réunissent ; les pièces d'eau, les bocages, les labyrinthes de charmille, les statues, les orangers, les fleurs de toute saison et une quantité prodigieuse d'arbres portant fruits de toute espèce, font un concours charmant, ou pour les plaisirs des seigneurs qui donnent dans la volupté, ou pour le délassement d'esprit tel qu'il convient à des grands Magistrats comme Mrs de Barral père et fils, & tout est plaisir »

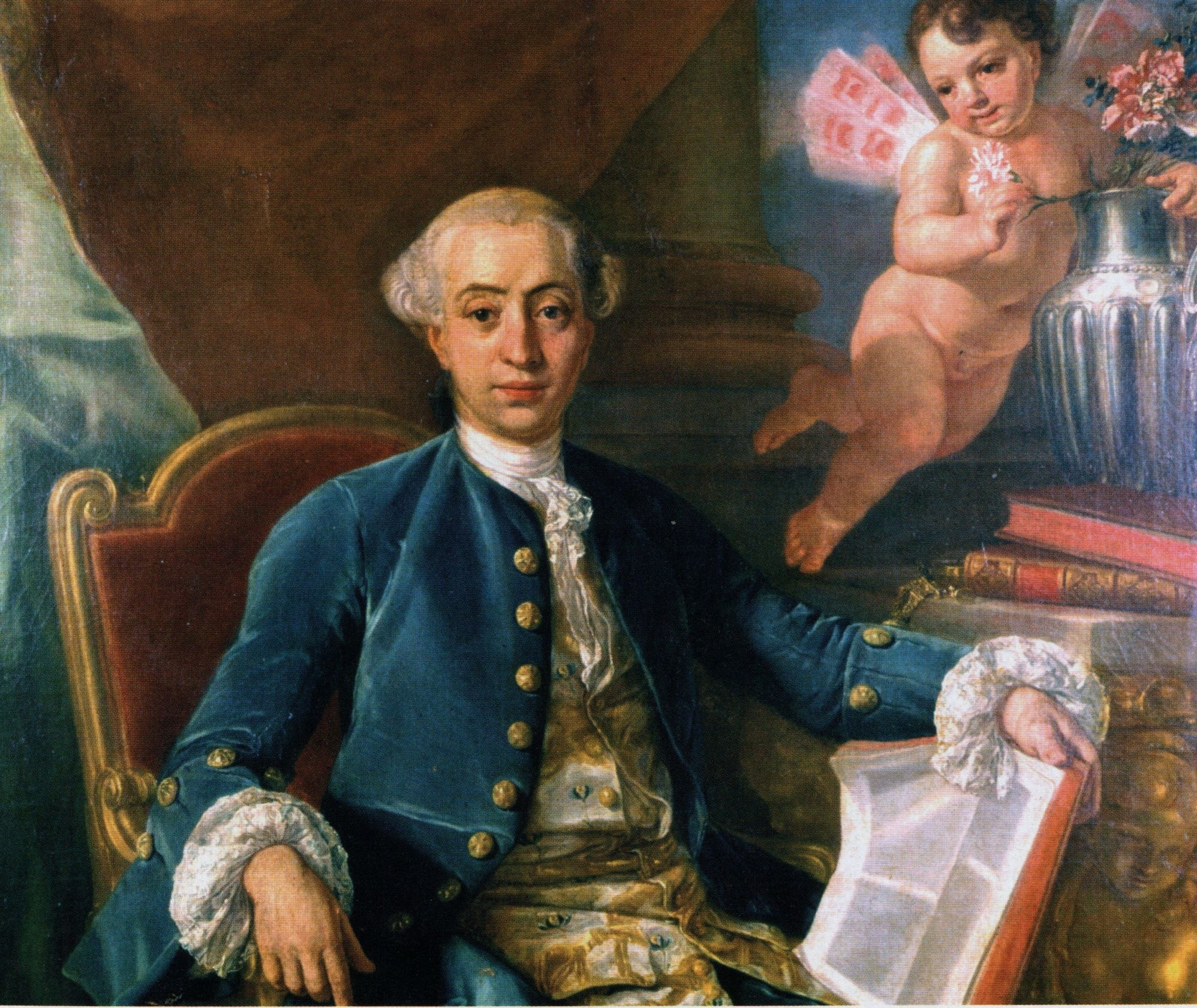
Giacomo Casanova

Le célèbre aventurier Giacomo Casanova a très certainement fréquenté le domaine. Dans ses Mémoires, le vénitien évoque son séjour dans une « maison magnifique », située au bord de l'Isère (le château Bourcet et plus connu sous le nom de « maison Polastre » a également été évoquée, mais celle-ci est située assez loin des rives de l'Isère). Casanova, probablement sous le pseudonyme de « Chevalier de Seingalt », est arrivé à Grenoble en août 1760 et il est en quête d'une résidence digne de l'héberger. Conseillé et guidé par le baron de Varenglard, l'aventurier choisit donc le château Barral, proche de la capitale dauphinoise et pratique son jeu de séduction auprès de nombreuses dames, membres de l'aristocratie et de la haute bourgeoisie grenobloises. À l'époque, Grenoble avait la réputation d'une ville de plaisirs et de divertissements,.
La propriété Barral, la plus étendue de Saint-Ferjus (ancien nom du village de La Tronche), comprenait un labyrinthe de charmilles dans lequel a pu se perdre l'écrivain Pierre Choderlos de Laclos, futur auteur des Liaisons dangereuses, familier des lieux et de la famille Barral, a pu se perdre lors de ses pérégrinations amoureuses lors de sa présence à Grenoble entre 1769 et 1775.

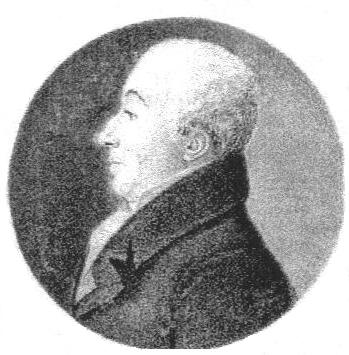
Joseph Marie de Barral

En 1786, Joseph Marie de Barral, marquis de Montferrat, futur maire de Grenoble durant la période révolutionnaire, met en vente le domaine qu'il vient d'hériter de son père. Gaspard Louis Caze de la Bove (1740-1824), dernier intendant du Dauphiné, représentant l' administration royale, l'achète « au nom du Roy » car il envisage de mettre en place un jardin botanique dirigé par le médecin botaniste Dominique Villars, et destiné à l'enseignement de la botanique et des « vertus des plantes. », mais à la suite de la création des départements liés à la Révolution française, le directoire de l'Isère refuse la poursuite des travaux.
En 1792 Joseph Marie de Barral profite de la mise vente du domaine par la nation, pour racheter son ancienne propriété et le jardin botanique qui fut ensuite transféré au faubourg Saint-Joseph de Grenoble. En 1830, les fils de Joseph-Marie Barral revendent le domaine à un banquier, puis il change plusieurs fois de propriétaire avant d'être racheté par André Duhamel président du tribunal de commerce à Grenoble, lequel « restaure » le château Barral en détruisant ses deux ailes mais en lançant le rehaussement et l'élargissement du corps central au début des années 1850. Le peintre Pierre Puvis de Chavannes, invité par la famille Duhamel séjourne dans la maison en 1853.
Dans les années 1930, Charles Marre qui a racheté le domaine (qu'il dénomme « mas de Saint-Ferjus ») à la famille Duhamel décide de louer celui-ci à deux professeurs, mesdemoiselles Quenette et Martin, qui créent dans le « Mas de Saint-Ferjus » le collège « La Merci », lequel sera fermé pour fermée en 1944 en raison de leurs soutien au maréchal Pétain et réquisitionné au profit des œuvres de l'enfance du comité départemental de la Libération nationale.
Le domaine, évalué à environ six hectares, est dès lors, racheté par le conseil général de l'Isère qui y crée un « Centre d'observation et de triage de l'enfance inadaptée » en 1947, puis un Foyer maternel en 1950 jouxtant le foyer et la pouponnière de l'Œuvre de la protection de l'enfance qui deviendra en 1990, l'Accueil familial Le Charmeyran. Le parc est utilisé comme terrain de jeux et de promenade pour les pensionnaires jusqu'en 1962, année de la reprise du terrain par le Centre hospitalier de Grenoble afin d'y préparer l'installation de la future faculté de médecine et de pharmacie de Grenoble sur les terrains du « Mas de Saint-Ferjus » ou « Domaine de La Merci ».
C'est en grande partie grâce à l'action du docteur Jean Roget, que l'école de médecine de la rue Lesdiguières obtient en 1962 le statut de « faculté mixte de médecine et de pharmacie de Grenoble » et qu'elle déménage en 1967 au domaine de la Merci à La Tronche, à proximité immédiate des hôpitaux civil et militaire. En octobre 1967, le premier bâtiment (avec son laboratoire d'anatomie) à qui on attribue le nom du Doyen Jean Roget accueille ses premiers étudiants.

## Bâtiments et équipements

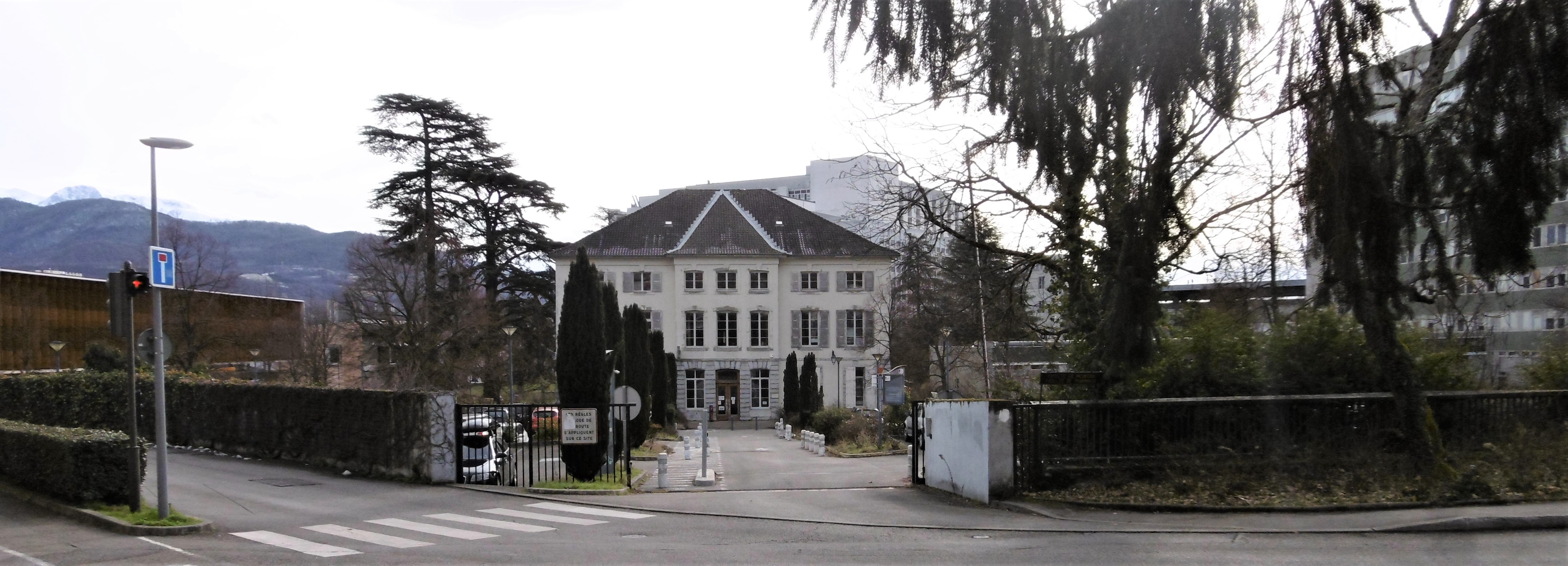
Entrée principale des facultés de médecine et de pharmacie de Grenoble à la Tronche
À gauche, le bâtiment André Boucherle
Au centre, le bâtiment administratif (château Barral)
À droite, le bâtiment du CER Jean Roget.

### Bâtiments universitaires
Le site compte plusieurs bâtiments universitaires  dont:
- le bâtiment principal dédié à Jean Roget (centre d'enseignement et de recherche) et qui comprend également cinq amphithéâtres[11] ;
- le bâtiment André Boucherle et son amphithéâtre (du nom d'un pharmacien et professeur des universités grenoblois, premier doyen de la Faculté de pharmacie);
- l'amphithéâtre Lemarchands;

Le site héberge également une bibliothèque universitaire de médecine et de pharmacie qui comprend plus de 20 000 ouvrages en libre-accès du 1er cycle au 3e cycle, couvrant les domaines de la médecine, de la pharmacie, de la maïeutique et de la kinésithérapie. Ils se répartissent entre les sciences pré-cliniques (anatomie, biologie, biochimie, biophysique, histologie et embryologie, physiologie); les sciences cliniques, recouvrant les spécialités de la médecine et les sciences fondamentales. La bibliothèque propose à ses étudiants 467 places de travail et 26 postes informatiques ainsi que le prêt d'ordinateurs portables sur place, le prêt de tablettes à vocation pédagogique ainsi que le prêt de crânes et de pièces anatomiques.
La direction et l'administration sont situées dans l'ancien Château Barral, bâtiment le plus ancien, positionné au centre du domaine.

### Jardins de plantes médicinales Dominique Villars

#### Création et expansion

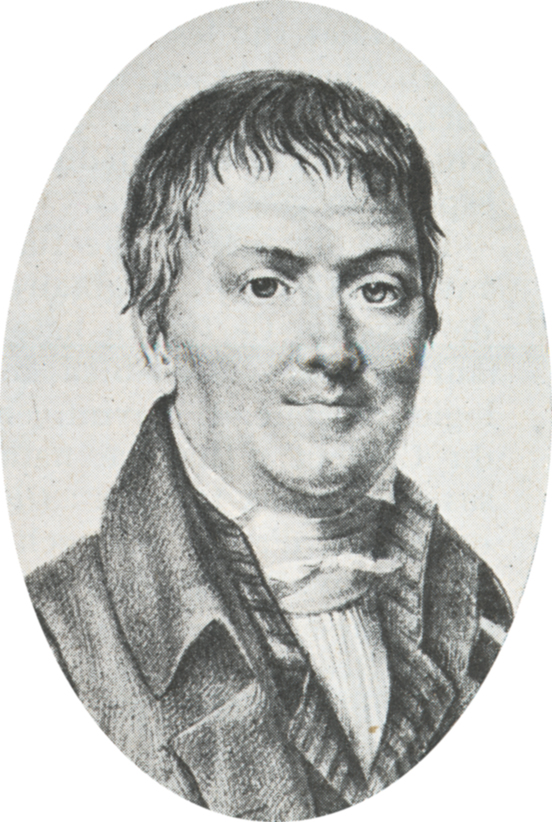
Le médecin et botaniste Dominique Villars

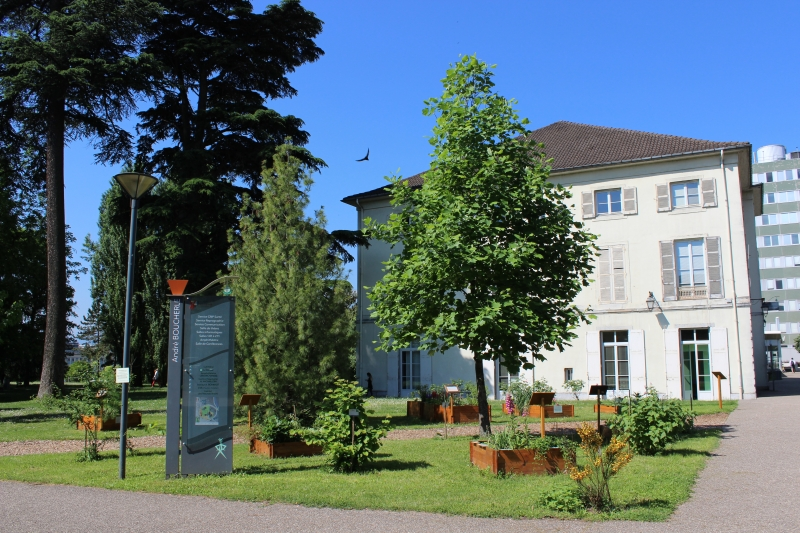
Entrée du jardin Dominique Villars

Créé en 2014, avec la collaboration avec l'association CIDD, le Jardin Dominique Villars héberge un jardin de 250 plantes médicinales. La particularité de ce jardin pédagogique tient dans le fait que les plantes médicinales sont regroupées en divers bacs et en zones d’habitat selon leurs propriétés thérapeutiques. Une attention est également portée sur les confusions et les plantes toxiques.
En 2016, une zone biodiversité est créée à l'arrière du bâtiment Jean Roget. En 2017, un jardin médiéval (face à la bibliothèque universitaire) et un jardin de plantes alimentaires médicinales sont installés. Ces jardins ont été nommés en souvenir du médecin et botaniste Dominique Villars. Un pavillon hospitalier porte le nom du Dr Dominique de Villars. Il n'est pas situé à proximité du jardin mais dans l'enceinte du CHU de Grenoble, en contrebas du domaine de la Merci.
Ce jardin héberge une statue réalisée par Urbain Basset représentant une jeune femme aidant un malade à se relever et qui agrémentait autrefois le jardin intérieur du site de l'école de médecine rue Lesdiguières.

#### Exposition temporaire
Dans le cadre de la « saison japonaise » organisée par la Ville de Grenoble à l’occasion des dix ans du jumelage avec la Ville de Tsukuba au Japon, le jardin Dominique Villars vous expose les plantes les plus emblématiques de ce pays à travers sa toute nouvelle exposition « Fleurs du Japon ».

## Localisation et accès
Le domaine des facultés de médecine et de pharmacie de Grenoble est contigu au principal site du Centre hospitalier universitaire Grenoble-Alpes, situé 23, avenue du Maquis-du-Grésivaudan sur la commune de La Tronche.
Le domaine est desservie par les transports de l'agglomération grenobloise :
- Ligne B du tramway de Grenoble, stations La Tronche-Hôpital et Michallon.
- Ligne de bus 13 (arrêt Commandant Nal), lignes Cars Région Isère T82 et T85 (arrêt La Tronche Hôpital).

Les visiteurs et les étudiants peuvent entrer sur le domaine par trois entrées, avenue du Maquis du Grésivaudan, chemin Duhamel et depuis le site du CHRU de Grenoble.